# 离子霉素
离子霉素（英語：Ionomycin）是一种由细菌 Streptomyces conglobatus 产生的离子载体。它能用来提高细胞内的钙离子（Ca2+）水平，因而用于研究Ca2+ 的跨膜机制。
离子霉素也常与PMA联用来刺激细胞产生一些胞间产物，比如一些细胞因子，如干扰素、穿孔素、IL-2和IL-4。这些细胞因子在炎症反应中有重要作用。